# Argyria examinalis
Argyria examinalis là một loài bướm đêm trong họ Crambidae.